# TV 1864 Salzkotten
Der Turnverein 1864 Salzkotten e. V. ist ein Sportverein aus dem westfälischen Salzkotten. Die größte Bedeutung erreichte die Basketballabteilung des Vereins, deren Herrenmannschaft von 1995 bis 2000 in der 2. Basketball-Bundesliga spielte. Daneben begannen mit Inga Leiwesmeier und Klaus Isekenmeier zwei Leichtathleten ihre Karrieren beim TV 1864, die sie später in die nationale Spitze führten.

## Geschichte
Die Turner, die sich nach 1860 zur gemeinsamen Sportausübung trafen, gründeten 1864 offiziell einen Verein, der in der Folge auf das Turnen zunächst beschränkt blieb. 1922 kam es zu einer zwischenzeitlichen Vereinigung mit dem VfB Salzkotten, so dass man verschiedene Abteilungen hinzu gewann und Turngemeinde 1864 hieß. Nach der Wiedergründung nach dem Zweiten Weltkrieg 1946 blieb der Verein jedoch vom VfB getrennt und gründete nun selbst weitere Sportabteilungen, zu denen zwischenzeitlich auch der Spielmannszug aus Salzkotten gehörte.

## Basketball
Die Basketballabteilung im TV 1864 Salzkotten wurde 1976 gegründet. Die erste Herrenmannschaft firmierte in der Vergangenheit auch unter Sponsorennamen. Längere Zeit trug man den Namen Benslips Baskets. Derzeit lautet der Name der ersten Herrenmannschaft Accent Baskets.
Bis Anfang der 1990er Jahre erreichte die Herrenmannschaft die höchsten Spielklassen des WBV. Beim nächsten Schritt in die nationalen Spielklassen profitierte die Mannschaft von einer veränderten Personalpolitik des benachbarten Zweitligisten Paderborn Baskets. Dieser hatte zuvor auf Spieler aus dem eigenen Nachwuchs gesetzt, aber dann Spieler aus ganz Deutschland verpflichtet, mit denen dieser Verein 1994 den Aufstieg in die erste Basketball-Bundesliga erreichte. Die erste Herrenmannschaft des TV 1864 profitierte nun davon, dass man talentierte Nachwuchsspieler der Salzkottener für die eigene Mannschaft verpflichten konnte und es gelang 1995 der Aufstieg in die 2. Basketball-Bundesliga Gruppe Nord. Durch den sofortigen Wiederabstieg der Paderborner aus der ersten Liga spielten von 1995 an beide Mannschaften in dieser Spielklasse und standen sich dabei in teilweise erbittert geführten „Lokalderbys“ gegenüber. Nach dem Klassenerhalt im ersten Jahr erreichte man im zweiten Jahr unter anderem mit den ehemaligen Hagener Erstligaspielern Ralf Risse und Dieter Klein die Relegationsrunde mit den schlechtesten Erstligisten um den Aufstieg in die erste Basketball-Bundesliga. Nach zwei Siegen konnte man zwei weitere Zweitligisten im direkten Vergleich hinter sich lassen, blieb aber ansonsten chancenlos im Erreichen eines Aufstiegsplatzes. Während die Lokalderbys meist ausgeglichen und auf Augenhöhe waren, konnte man allein in der 2. Basketball-Bundesliga 1997/98 den Lokalrivalen Paderborn Baskets in der Tabelle hinter sich lassen. Nach fünf Spielzeiten war der Verein nicht mehr bereit, die finanziellen Risiken aus der Finanzierung der Zweitligamannschaft zu tragen und zog die Mannschaft in die damals dritthöchste Spielklasse zurück. 
Nach dem Rückzug 2000 aus der 2. Liga ebbte die Rivalität mit dem Paderborner Zweitligisten ab und wich einer Kooperation, die unter anderem in der Talentoffensive OWL mündete. Trainer wie Martin Krüger und später Artur Gacaev und Thomas Glasauer waren gleichzeitig Cheftrainer in Salzkotten und Nachwuchstrainer in Paderborn. Nach Spielern wie Marius Nolte und Daniel Lieneke nutzten später auch Spieler wie Robert Oehle und Ole Wendt die Möglichkeit der Doppellizenz, um gleichzeitig neben Einsätzen in der Salzkottener Regionalligamannschaft auch in der Paderborner Herrenmannschaft beziehungsweise deren Jugendmannschaften zu spielen. Umgekehrt unterstützten auch erfahrene Paderborner Spieler immer wieder die erste Herrenmannschaft des TV 1864. Zuletzt war hier Stefano Garris im Einsatz, der als ehemaliger WM-Bronzemedaillengewinner wohl der bedeutendste Spieler im Trikot der Salzkottener war.
2024 gab Martin Krüger das Traineramt ab, Nachfolger wurde der Ukrainer Stas Ovdieienko. In der Saison 2024/25 führte er die Mannschaft in die Meisterschaftsendspiele der 1. Regionalliga West, die gegen Herten verloren wurden.

## Bekannte ehemalige Spieler
- Frank Benson
- Eric Blair
- David Bunts
- Vernon Carr
- Philip Dejworek
- Christian Dietz
- Holm Feyerabend
- Matthias Finke
- Nick Freer
- Rolf Gees
- Till Gloger
- Elmar Grof
- Dirk Happe
- Keith Hayes
- Raimund Heggemann
- Fritz Hemschemeier
- Jonas Herold
- Lars Kamp
- Dieter Klein
- Peter Kortmann
- Daniel Lieneke
- Marcus Ligons
- Jakob Mayerhöfer
- Marius Nolte
- Wilhelm Reinhardt
- Claus Reinsberger
- Ralf Risse
- Stefan Schey
- Axel Schubert
- Daniel Tusek
- Lars Wendt
- Ole Wendt
- Felix Wenningkamp